# 塞西莉亞 (肯塔基州)
塞西莉亞（英語：Cecilia）是位於美國肯塔基州哈丁縣的一個人口普查指定地區。

## 人口
根據2020年美國人口普查的數據，塞西莉亞的面積為3.72平方千米，當中陸地面積為3.71平方千米，而水域面積為0.01平方千米。當地共有人口575人，而人口密度為每平方千米154.57人。